# Tom Johnson
Tom Johnson é um sonoplasta estadunidense. Venceu o Oscar de melhor mixagem de som na edição de 1992 por Terminator 2: Judgment Day, com Gary Rydstrom, Gary Summers e Lee Orloff na edição de 1998 por Titanic, ao lado de Gary Rydstrom, Gary Summers e Mark Ulano.